# Thim van der Laan
Thimotius Franciscus (Thim) van der Laan (Amsterdam, 22 februari 1924 – 15 oktober 1993) was een Nederlands orthopedagoog, fysiotherapeut, ondernemer en voetbalcoach.
Van der Laan had staatsexamen gedaan in massage en heilgymnastiek en behaalde via de KNVB tevens zijn trainersdiploma's. Hij diende als sportinstructeur met de rang van wachtmeester bij de marechaussee in Apeldoorn, waar hij actief was in de Nederlandse Politie Sportbond, toen hij trainer werd bij VV Oldenzaal. Hij deed vervolgens een opleiding fysiologie en inspanningsleer in Utrecht en werd trainer bij USV Elinkwijk. In 1961 was hij kortstondig manager bij RCH. Tussen 1962 en 1964 was hij manager bij WVV Wageningen. Hij begon een praktijk in massage en heiltherapie en werd begin 1966 deeltijd manager van DOS. Bij het met financiële problemen kampende DOS wist hij veel talentvolle jonge spelers te binden. Ook kwam hij geregeld in conflict met de clubleiding, met name over kritische uitlatingen in de pers. Hij vertrok mede hierdoor in september 1968. Van der Laan was een voorstander van een fusie tussen de kwakkelende Utrechtse clubs Elinkwijk, DOS en Velox en kwam begin 1970 ongevraagd met een kritisch rapport over de situatie van het Utrechtse voetbal als aanvulling op een eerder door de gemeenteraad gevraagd rapport. De fusieclub FC Utrecht kwam later dat jaar tot stand.
In de jaren 1960 was Van der Laan begonnen met een praktijk voor fysiotherapie. Hij breidde dit uit en dat waren begin jaren 1970 meerdere vestigingen. Deze verkocht hij en startte in 1974 in Utrecht het Instituut Thim van der Laan, later de Internationale Academie Fysiotherapie Thim van der Laan wat een landelijke opleiding werd op HBO-niveau. In 1987 begon hij tevens een opleiding acupunctuur. Eind jaren 1980 moest de opleiding vanuit regeringsbeleid fuseren en, na aanvankelijk verzet, ging in 1990 naar de Hogeschool Utrecht. Van der Laan startte in 1991 een nieuw Instituut Thim van der Laan die in 1993 ook een vestiging kreeg in Zwitserland. In oktober 1993 overleed Van der Laan plotseling en de bedrijven werden binnen zijn familie voortgezet. Dit is anno 2022 de THIM Hogeschool voor Fysiotherapie in Nieuwegein.